# Михайловский сельсовет (Воротынский район)
Миха́йловский сельсове́т — административно-территориальное образование и упразднённое муниципальное образование (сельское поселение 2006—2019 гг.) в Воротынском районе Нижегородской области России.
Административный центр — село Михайловское.

## Географическое положение
Михайловский сельсовет находится на левом берегу Волги в северной части Воротынского района Нижегородской области, напротив села Фокино. В состав сельсовета, помимо Михайловского, входят село Разнежье и упразднённый посёлок леспромхоза Дорогуча. Сельсовет на западе граничит с Каменским сельсоветом, на востоке с Юринским районом Марий Эл и на севере с Воскресенским районом. По территории сельсовета протекают реки Дорогуча, Исток, Бабка Строёк.

## Население
| 2002  | 2010  | 2012  | 2013  | 2014  | 2015  | 2016  |
| ----- | ----- | ----- | ----- | ----- | ----- | ----- |
| 2124  | ↘1796 | ↘1790 | ↘1769 | ↗1773 | ↘1754 | ↘1719 |
| 2017  | 2018  | 2019  |       |       |       |       |
| ↘1707 | ↘1658 | ↘1605 |       |       |       |       |

## Состав
В состав сельсовета входят 2 населённых пункта:
| № | Населённый пункт | Тип населённого пункта | Население |
| - | ---------------- | ---------------------- | --------- |
| 1 | Михайловское     | село                   | ↘1341     |
| 2 | Разнежье         | село                   | ↘455      |